# Carlos Lastra
Carlos Lastra (* 1875 in Santiago de Chile; Todesort und -datum unbekannt) war ein chilenischer Maler.
Lastra studierte an der Escuela de Bellas Artes bei Pedro Lira. Zwischen 1896 und 1925 beteiligte er sich zwölfmal an den Ausstellungen des Salón Official in Santiago, wobei er einen dritten und einen zweiten Preis (1897 bzw. 1900) gewann. Werke Lastras befinden sich u. a. in den Sammlungen des Museo Nacional de Bellas Artes und des Museo Histórico Nacional.

## Werke
- Ensueño, 1925
- El Púlpito de La Merced, 1933
- Cabeza de Mujer, 1939
- Sandía
- Niñas en Primavera

## Quelle
- Artistas Visuales Chilenos – Carlos Lastra

| Personendaten    | Personendaten      |
| ---------------- | ------------------ |
| NAME             | Lastra, Carlos     |
| KURZBESCHREIBUNG | chilenischer Maler |
| GEBURTSDATUM     | 1875               |
| GEBURTSORT       | Santiago de Chile  |
| STERBEDATUM      | nach 1939          |